# Pachypeza marginata
Pachypeza marginata är en skalbaggsart som beskrevs av Francis Polkinghorne Pascoe 1888. Pachypeza marginata ingår i släktet Pachypeza och familjen långhorningar.
Artens utbredningsområde är Paraguay. Inga underarter finns listade i Catalogue of Life.